# 變更控制委員會
在軟體開發中變更控制委員會(CCB)或軟體變更控制委員會(SCCB)是一個決定軟體專案是否執行變更的委員會，由變更利益相關者或其代表組成。
變更控制委員會的權限和專案不同，但其決策通常高過專案且具有約束力。

## 決策重點
在討論會議中討論的重點集中於：
- 變更所要解決的問題及其重要性及必要性
- 變更可能將採行的方式及其人力、成本
- 變更可能會對既有時程的影響
- 變更前的應急配套措施（如：暫時的人工處理）
- 變更後的相關配套措施（如：修改文件、修改流程）